# Hypogastrura arctandria
Hypogastrura arctandria är en urinsektsart som beskrevs av Fjellberg 1988. Hypogastrura arctandria ingår i släktet Hypogastrura och familjen Hypogastruridae. Arten är reproducerande i Sverige. Inga underarter finns listade i Catalogue of Life.